# Mabalacat
Mabalacat is een stad in de Filipijnse provincie Pampanga op het eiland Luzon. Bij de laatste census in 2007 had de stad ruim 203 duizend inwoners.

## Geschiedenis
Op 15 mei 2012 ondertekende president Benigno Aquino III de wet die de gemeente Mabalacat in een stad omvormde. Op 21 juli 2012 werd dit middels een volksraadpleging bekrachtigd

## Geografie

### Bestuurlijke indeling
Mabalacat is onderverdeeld in de volgende 27 barangays:
| - Atlu-Bola - Bical - Bundagul - Cacutud - Calumpang - Camachiles - Dapdap - Dau - Dolores - Duquit - Lakandula - Mabiga - Macapagal Village - Mamatitang | - Mangalit - Marcos Village - Mawaque - Paralayunan - Poblacion - San Francisco - San Joaquin - Santa Ines - Santa Maria - Santo Rosario - Sapang Biabas - Sapangbalen - Tabun |

## Demografie
Mabalacat had bij de census van 2007 een inwoneraantal van 203.307 mensen. Dit zijn 32.262 mensen (18,9%) meer dan bij de vorige census van 2000. De gemiddelde jaarlijkse groei komt daarmee uit op 2,41%, hetgeen hoger is dan het landelijk jaarlijks gemiddelde over deze periode (2,04%). Vergeleken met de census van 1995 is het aantal mensen met 73.317 (56,4%) toegenomen.
De bevolkingsdichtheid van Mabalacat was ten tijde van de laatste census in 2007, met 203.307 inwoners op 83,18 km², 1562,8 mensen per km².